# Kane Roberts

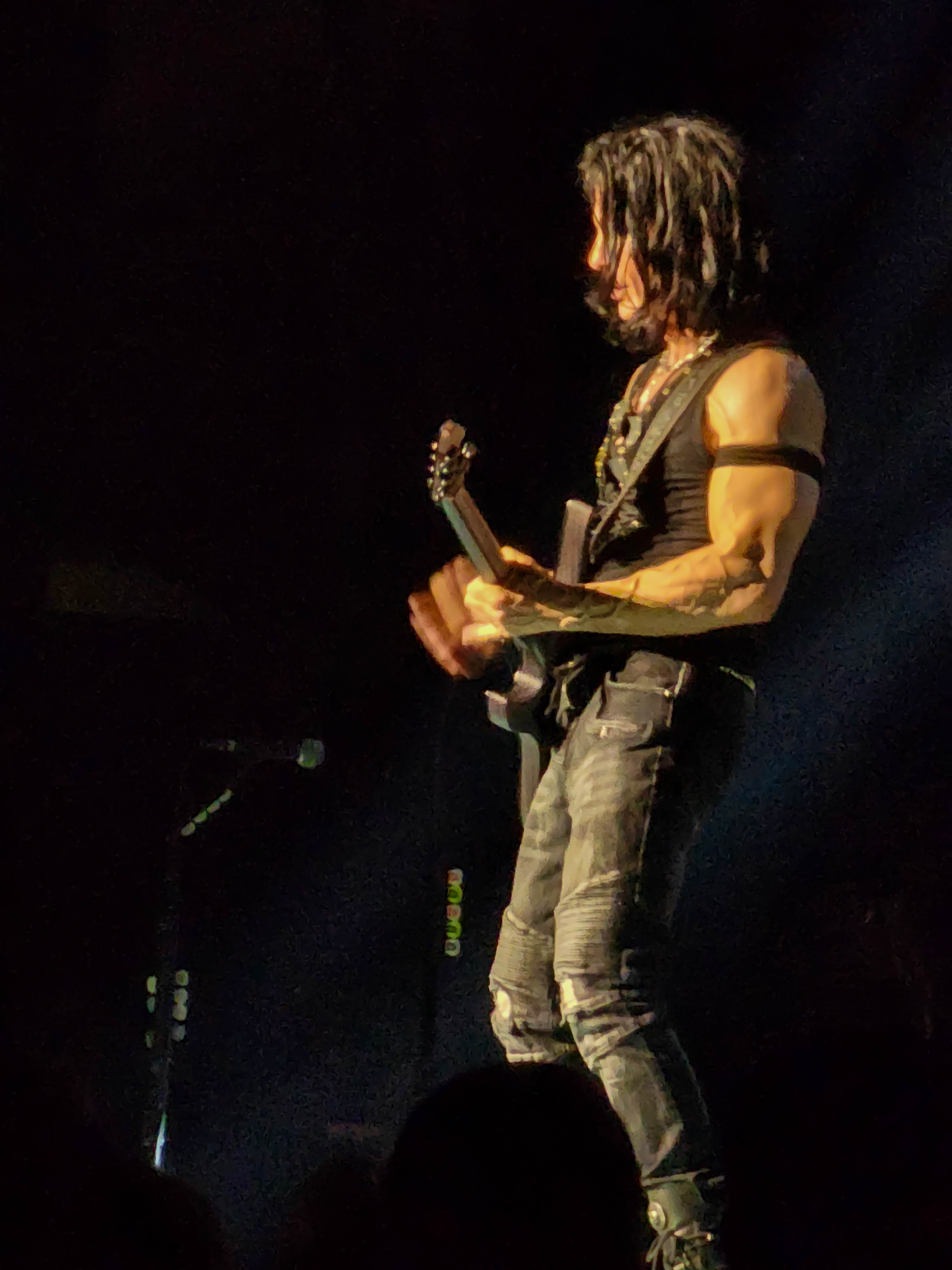

Kane Roberts (Robert William Athis) är en amerikansk hårdrocks- och heavy metalgitarrist, mest känd från Alice Coopers band. Roberts kallas ibland för hårdrockens Rambo på grund av sin muskulösa kropp. Kanes spelstil är väldigt teknisk och komplicerad 80-talsstil.
Kane var med i Alice Coopers come back-period i mitten på 80-talet och spelade med denne in skivorna Constrictor (1986) och Raise Your Fist and Yell (1987). Han gjorde också ett gästframträdande på låten "Bed Of Nails" från skivan Trash (1989). Kane är än idag vän med Alice och håller kontakten.
Kane gjorde även två smått framgångsrika soloalbum under sitt eget namn. Första skivan Kane Roberts släpptes nästan exakt samtidigt som Raise Your Fist and Yell med Alice Cooper 1987. Skivan var en blandning av låtar som speglade sig i allt från snabb heavy metal till kommersiell och radiovänlig AOR. Trots väldigt perversa och meningslösa texter fick små hits i form av låtarna "Rock Doll" och "Too Much (For Anyone To Touch)". Kanes andra album Saints and Sinners var ett riktigt renodlat AOR-album som utkom 1991 och var ett allmänt seriösare släpp textmässigt än debutalbumet vilket också gjorde skivan mer framgångsrik.
1999 släpptes en skiva med Phoenix Down som heter Under A Wild Sky.
2000 släpptes en skiva med Phoenix Down som heter New Place Now år 2000. 
2004 släppte han skivan Touched.